# Jamshied Sharifi
Jamshied Sharifi (Topeka, 17 ottobre 1960 – 15 agosto 2025) è stato un musicista, compositore e produttore discografico iraniano, noto per la sua collaborazione con i Dream Theater come arrangiatore di alcuni brani dell'album Octavarium e When Dream and Day Unite. 
Inoltre è stato direttore dell'Octavarium Orchestra durante il 20º anniversario di carriera dei Dream Theater.

## Biografia

### Esordi
Musicista completo (compositore, esecutore e produttore), ha studiato al MIT e al prestigioso Berklee College of Music e contemporaneamente Sharifi cominciò a comporre la colonna sonora dei film Harriet, la spia e Clockstoppers.
Il primo brano registrato da Sharifi, A Prayer for the Soul of Layla, è stato ispirato da sua figlia, Layla Sakamoto Sharifi.
Tre dei suoi brani – The Complicated Man, UFO Get-Go e Back Porch – sono apparsi nel film Gioco a due.

### La collaborazione con i Dream Theater
Per l'ottavo album in studio della band progressive metal Dream Theater, Octavarium, ha riarrangiato i brani per svariati strumenti d'orchestra, tra cui archi e corni. Il primo aprile 2006 ha condotto l'Octavarium Orchestra per il concerto celebrativo del ventesimo anniversario di carriera dei Dream Theater tenutosi al Radio City Music Hall in New York. Questo concerto fu successivamente registrato e pubblicato con il titolo di Score: 20th Anniversary World Tour.

### Attualità
Nel 2007 Sharifi pubblicò il suo ultimo album: One. proponendo uno stile più folk e country.
Nel 2017 si è candidato ai Drama Desk Awards.
Nel 2018 è stato vincitore del premio Tony Award alla miglior orchestrazione.

## Discografia
Album in studio
- 1996 – A Prayer For The Soul Of Layla
- 2007 – One

Colonne Sonore
- 1997 – Harriet The Spy
- 1998 – Muppets From Space[5]

## Riconoscimenti
- Vincitore del Tony Award alla miglior orchestrazione nel 2018